# Experiment de Hafele-Keating

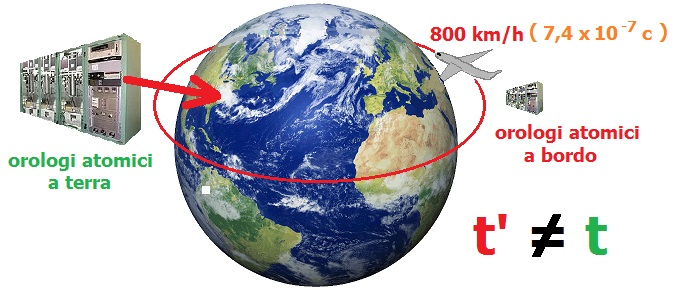
Esperiment di Hafele-Keating (1971)

L'experiment de Hafele-Keating va ser una prova de la teoria de la relativitat. El 1971, Joseph C. Hafele, físic, i Richard E. Keating, astrònom, van portar quatre rellotges atòmics de feix de cesi a bord d'avions comercials. Van volar dues vegades al voltant del món, primer cap a l'est i després cap a l'oest, i van comparar els rellotges en moviment amb els rellotges estacionaris de l'Observatori Naval dels Estats Units. Quan es van tornar a unir, es va descobrir que els tres conjunts de rellotges discrepaven entre si i que les seves diferències eren consistents amb les prediccions de la relativitat especial i general.

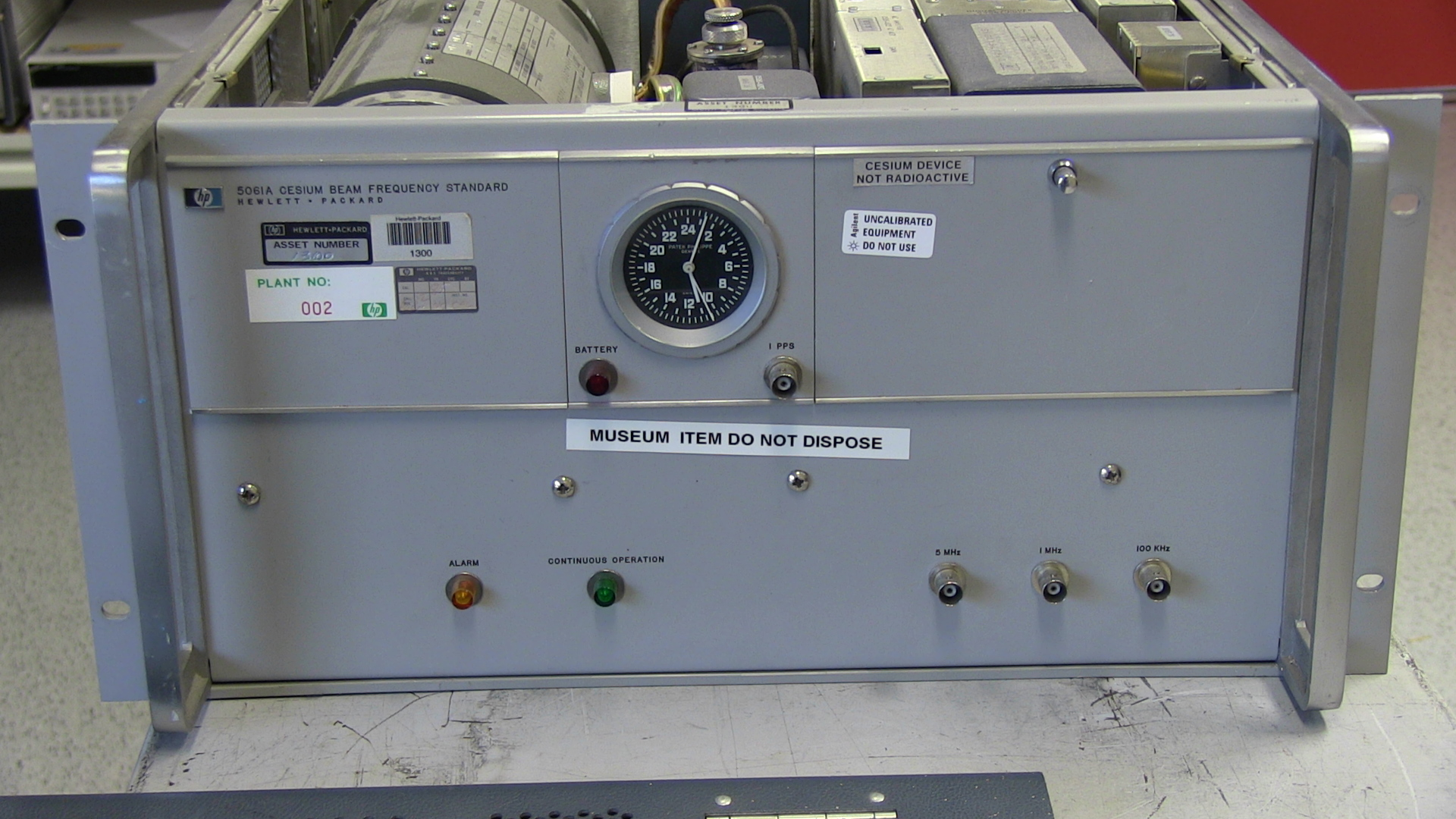
Una de les unitats de rellotge atòmic de feix de cesi HP 5061A reals utilitzades a l'experiment Hafele-Keating

## Visió general

### Dilatació cinemàtica del temps
Segons la relativitat especial, la velocitat d'un rellotge és màxima segons un observador que està en repòs respecte al rellotge. En un marc de referència en què el rellotge no està en repòs, el rellotge funciona més lentament, tal com s'expressa amb el factor de Lorentz. Aquest efecte, anomenat dilatació del temps, s'ha confirmat en moltes proves de relativitat especial, com ara l'experiment d'Ives-Stilwell i altres. Considerant l'experiment de Hafele-Keating en un marc de referència en repòs respecte al centre de la Terra (perquè aquest és un marc inercial), un rellotge a bord de l'avió que es movia cap a l'est, en la direcció de la rotació de la Terra, tenia una velocitat més gran (que resultava en una pèrdua de temps relativa) que un que romania a terra, mentre que un rellotge a bord de l'avió que es movia cap a l'oest, en contra de la rotació de la Terra, tenia una velocitat més baixa que un a terra.

### Dilatació gravitacional del temps
La relativitat general prediu un efecte addicional, en què un augment del potencial gravitatori a causa de l'altitud accelera els rellotges. És a dir, els rellotges a més altitud funcionen més ràpid que els rellotges a la superfície de la Terra. Aquest efecte s'ha confirmat en moltes proves de relativitat general, com ara l'experiment Pound-Rebka i la Gravity Probe A. A l'experiment Hafele-Keating, hi va haver un lleuger augment del potencial gravitatori a causa de l'altitud que tendia a accelerar els rellotges. Com que l'avió volava aproximadament a la mateixa altitud en ambdues direccions, aquest efecte era aproximadament el mateix per als dos avions, però tot i així va causar una diferència en comparació amb els rellotges a terra.

### Resultats
Els resultats es van publicar a Science el 1972:
|                                     | nanosegons guanyats, predits      | nanosegons guanyats, predits | nanosegons guanyats, predits | nanosegons guanyat, mesurat | diferència |
| gravitacional (relativitat general) | cinemàtica (relativitat especial) | total                        |                              | nanosegons guanyat, mesurat | diferència |
| cap a l'est                         | +144 ±14                          | −184 ±18                     | −40 ±23                      | −59 ±10                     | 0.76 σ     |
| cap a l'oest                        | +179 ±18                          | +96 ±10                      | +275 ±21                     | +273 ±7                     | 0.09 σ     |

El resultat publicat de l'experiment va ser coherent tant amb la relativitat especial com amb la general. Els guanys i pèrdues de temps observats van coincidir amb les prediccions relativistes amb una precisió de ~10% esperada de l'experiment.

## Antecedents històrics i científics
En el seu article original de 1905 sobre la relativitat especial, Albert Einstein va suggerir una possible prova de la teoria: "D'aquí concloem que un rellotge de ressort a l'equador ha d'anar més lentament, per una quantitat molt petita, que un rellotge exactament similar situat en un dels pols en condicions idèntiques". De fet, ara se sap que tots els rellotges situats al nivell del mar a la superfície de la Terra fan tic-tac al mateix ritme, independentment de la latitud, perquè els efectes de dilatació cinemàtica i gravitacional del temps es cancel·len (suposant que la superfície de la Terra sigui equipotencial). L'efecte cinemàtic es va verificar en l'experiment d'Ives-Stilwell de 1938 i en l'experiment de Rossi-Hall de 1940. La predicció de la relativitat general de l'efecte gravitatori va ser confirmada el 1959 per Pound i Rebka. Aquests experiments, però, utilitzaven partícules subatòmiques i, per tant, eren menys directes que el tipus de mesurament amb rellotges reals tal com ho va preveure originalment Einstein.
Hafele, professor ajudant de física a la Universitat de Washington a Saint Louis, estava preparant apunts per a una classe de física quan va fer un càlcul aproximat que demostrava que un rellotge atòmic a bord d'un avió comercial hauria de tenir prou precisió per detectar els efectes relativistes predits.  Va passar un any intentant infructuosament obtenir finançament per a un experiment d'aquest tipus, fins que després d'una xerrada sobre el tema, Keating, un astrònom de l'Observatori Naval dels Estats Units que treballava amb rellotges atòmics, es va posar en contacte amb ell.
Hafele i Keating van obtenir 8.000 dòlars en finançament de l'Oficina de Recerca Naval  per a una de les proves més econòmiques mai realitzades sobre la relativitat general. D'aquesta quantitat, 7.600 dòlars es van gastar en els vuit bitllets d'avió al voltant del món,  incloent-hi dos seients a cada vol per a "Mr. Clock". Van volar cap a l'est al voltant del món, van fer funcionar els rellotges un al costat de l'altre durant una setmana i després van volar cap a l'oest. La tripulació de cada vol va ajudar proporcionant les dades de navegació necessàries per a la comparació amb la teoria. A més dels articles científics publicats a Science, es van publicar diversos articles a la premsa popular i altres publicacions.

## Repeticions
Un grup de recerca de la Universitat de Maryland va dur a terme un experiment més complex i precís d'aquest tipus entre setembre de 1975 i gener de 1976. Tres rellotges atòmics van ser portats a una altitud de 10 km per sobre de la badia de Chesapeake a Maryland, i tres altres rellotges atòmics eren a terra. Es va utilitzar un avió turbohèlix, que volava a només 500 km/h per minimitzar l'efecte de la velocitat. L'avió va ser observat constantment mitjançant radar, i la seva posició i velocitat es van mesurar cada segon. Es van dur a terme cinc vols, de 15 hores de durada cadascun. Uns recipients especials protegian els rellotges d'influències externes com ara vibracions, camps magnètics o variacions de temperatura. La diferència de temps es va mesurar mitjançant una comparació directa del rellotge a terra abans i després del vol, així com durant el vol mitjançant polsos làser de 0,1 durada de ns. Aquests senyals s'enviaven a l'avió, es reflectien i es tornaven a rebre a l'estació terrestre. La diferència horària va ser observable durant el vol, abans d'una anàlisi posterior. Una diferència global de 47,1 es va mesurar ns, que consistia en l'efecte de velocitat de −5,7 ns i un efecte gravitatori de 52,8 ns. Això coincideix amb les prediccions relativistes amb una precisió d'aproximadament l'1,6%.
Una recreació de l'experiment original pel Laboratori Nacional de Física va tenir lloc el 1996 en el 25è aniversari de l'experiment original, utilitzant rellotges atòmics més precisos durant un vol de Londres a Washington, DC i tornada. Els resultats es van verificar amb un grau de precisió més alt. Un guany de temps de 39±2 nses va observar 39±2 ns, en comparació amb una predicció relativista de 39,8 ns. El juny de 2010, el Laboratori Nacional de Física va repetir l'experiment, aquesta vegada arreu del món (Londres - Los Angeles - Auckland - Hong Kong - Londres). El valor predit era de 246±3 ns, el valor mesurat 230±20 ns.
Com que l'experiment de Hafele-Keating s'ha reproduït amb mètodes cada cop més precisos, hi ha hagut un consens entre els físics des d'almenys la dècada del 1970 que les prediccions relativistes dels efectes gravitatoris i cinemàtics sobre el temps s'han verificat de manera concloent.  Les crítiques a l'experiment no van abordar la verificació posterior del resultat mitjançant mètodes més precisos i s'ha demostrat que són errònies.

## Experiments similars amb rellotges atòmics
Iijima et al. han dut a terme mesures en què l'únic efecte va ser gravitatori entre 1975 i 1977. Van portar un rellotge comercial de cesi d'anada i tornada des de l'Observatori Astronòmic Nacional del Japó a Mitaka, a 58 m (190 ft) sobre el nivell del mar, fins a l'estació de Norikura Corona, a 2,876 m (9,436 ft) sobre el nivell del mar, corresponent a una diferència d'altitud de 2,818 m (9,245 ft). Durant els temps en què el rellotge va romandre a Mitaka, es comparava amb un altre rellotge de cesi. El canvi de velocitat mesurat va ser de (29 ± 1,5) × 10−14, cosa que concorda amb el resultat de 30,7 × 10 −14 predit per la relativitat general.
El 1976, Briatore i Leschiutta van comparar les velocitats de dos rellotges de cesi, un a Torí 250 m (820 ft) sobre el nivell del mar, l'altre a Plateau Rosa 3,500 m (11,500 ft) sobre el nivell del mar. La comparació es va dur a terme avaluant els temps d'arribada dels polsos de sincronització de televisió VHF i d'una cadena LORAN -C. La diferència prevista era de 30,6 ns/d. Utilitzant dos criteris operatius diferents, van trobar diferències de 33,8 ± 6,8 ns/d i 36,5±5,8 ns/d, respectivament, d'acord amb la relativitat general. Els factors ambientals es van controlar amb molta més precisió que en l'experiment Iijima, en què s'havien d'aplicar moltes correccions complicades.
El 2005, van Baak va mesurar la dilatació gravitacional del temps d'un cap de setmana a 5400' ASL al Mont Rainier utilitzant dos conjunts de tres HP. Rellotges de feix de cesi 5071A. Va repetir l'experiment el 2016 al Mont Lemmon per a la sèrie de televisió Genius de Stephen Hawking.
El 2010, Chou et al. van realitzar proves en què es van mesurar els efectes gravitacionals i de velocitat a velocitats i potencials gravitacionals molt més petits que els utilitzats en els experiments de muntanya i vall dels anys setanta. Va ser possible confirmar la dilatació de la velocitat-temps al nivell de 10−16 a velocitats inferiors a 36 km/h. A més, la dilatació gravitacional del temps es va mesurar a partir d'una diferència d'elevació entre dos rellotges de només 33 cm (13 in).
Actualment, els efectes gravitacionals i de velocitat s'incorporen rutinàriament, per exemple, als càlculs utilitzats per al Sistema de Posicionament Global.